# Dornick (Emmerik)
Dornick is een dorp in de gemeente Emmerik, in de Duitse deelstaat Noordrijn-Westfalen. Dornick is direct aan de Rijn gelegen, oostelijk van de stad Emmerik. Het behoort sinds 1 juli 1969 tot deze gemeente. Het plaatsje vierde in 1988 zijn 800-jarig bestaan. Het kerkdorp telt 469 inwoners.
Voor de dorpsgemeenschap zijn vooral de jaarlijkse in juni plaatsvindende schuttersfeesten van de schuttersvereniging St. Johannes-Schützenbrüderschaft een belangrijk evenement. Er is een klein dorpscafé en er is ook een kleine destilleerderij.
Bezienswaardig zijn de oude toren van de windmolen uit de 16e eeuw aan de dijk en de neogotische parochiekerk St. Johannes de Doper. In de kerk bevindt zich laatgotisch houtsnijwerk gemaakt door de Nederrijnse kunstenaar Dries Holthuys.
Ten zuidoosten van het dorp bevindt zich een oude Rijnarm, de Grietherorter Altrhein, die gedeeltelijk als militaire haven en oefenplaats in gebruik is geweest. Dit is een natuurgebied aansluitend op het buitendijkse natuurgebied Bienener Altrhein. In de uiterwaarden van de Rijn overwinteren vaak grote groepen scandinavische ganzen.
De kunstschilder Manes Peters (1906–1980), die in de jaren 1940-1967 in de molentoren zijn atelier had, heeft het landschap rond Dornick in vele van zijn schilderijen uitgebeeld. De molen aan de dijk kijkt uit op het natuurgebied Dornicksche Ward.

## Afbeeldingen

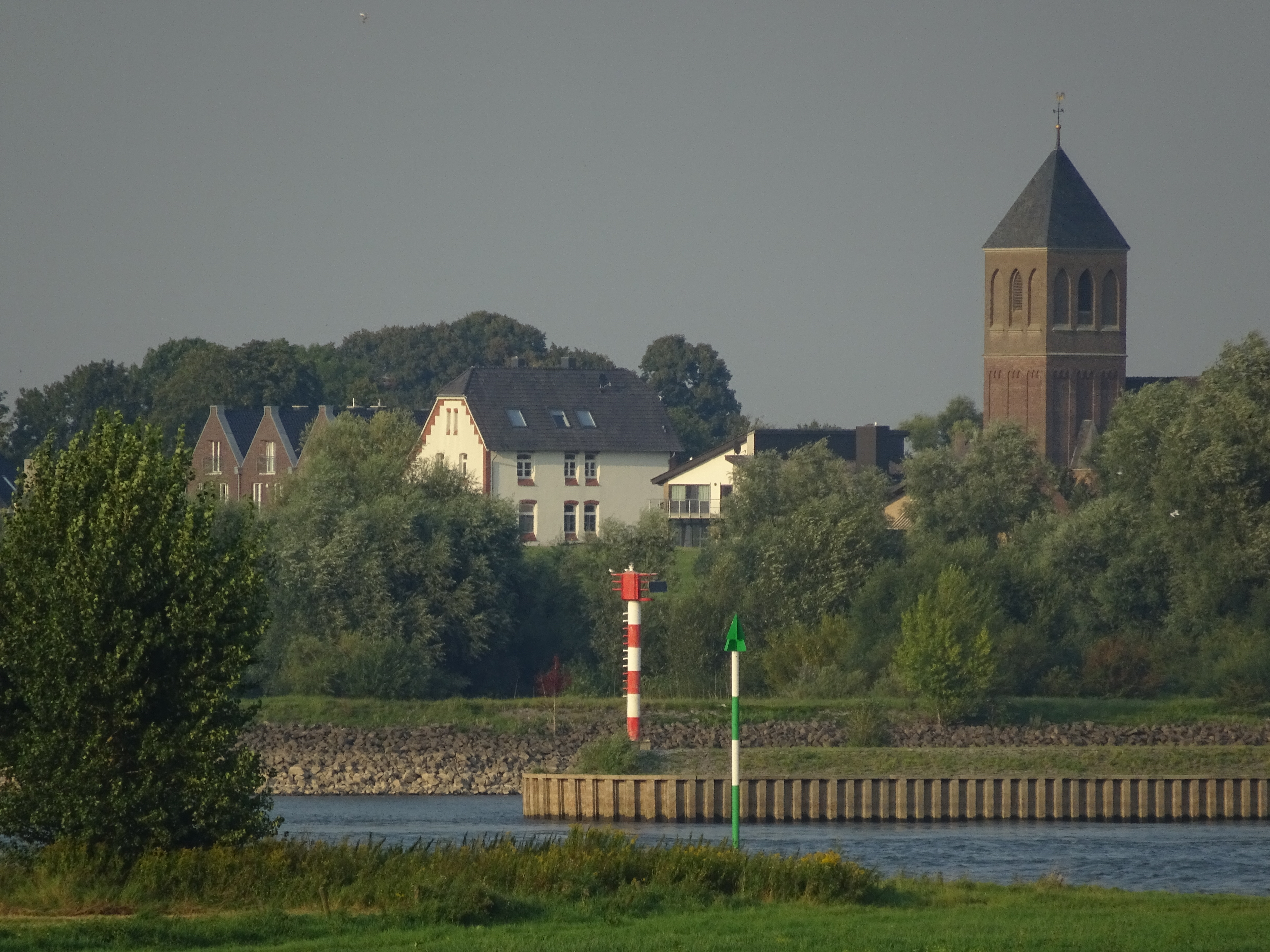
Dornick aan de Rijn
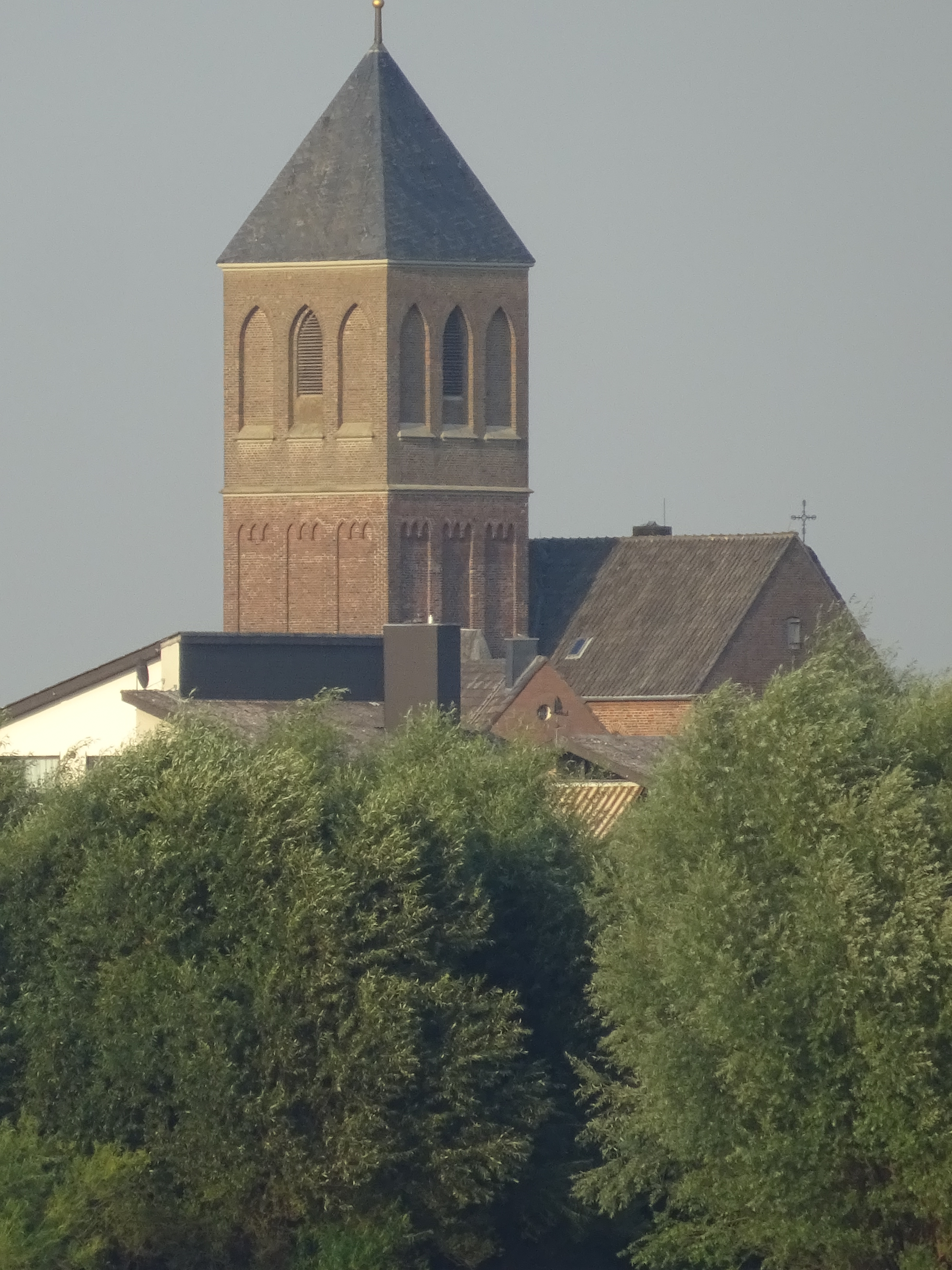
St. Johanneskerk
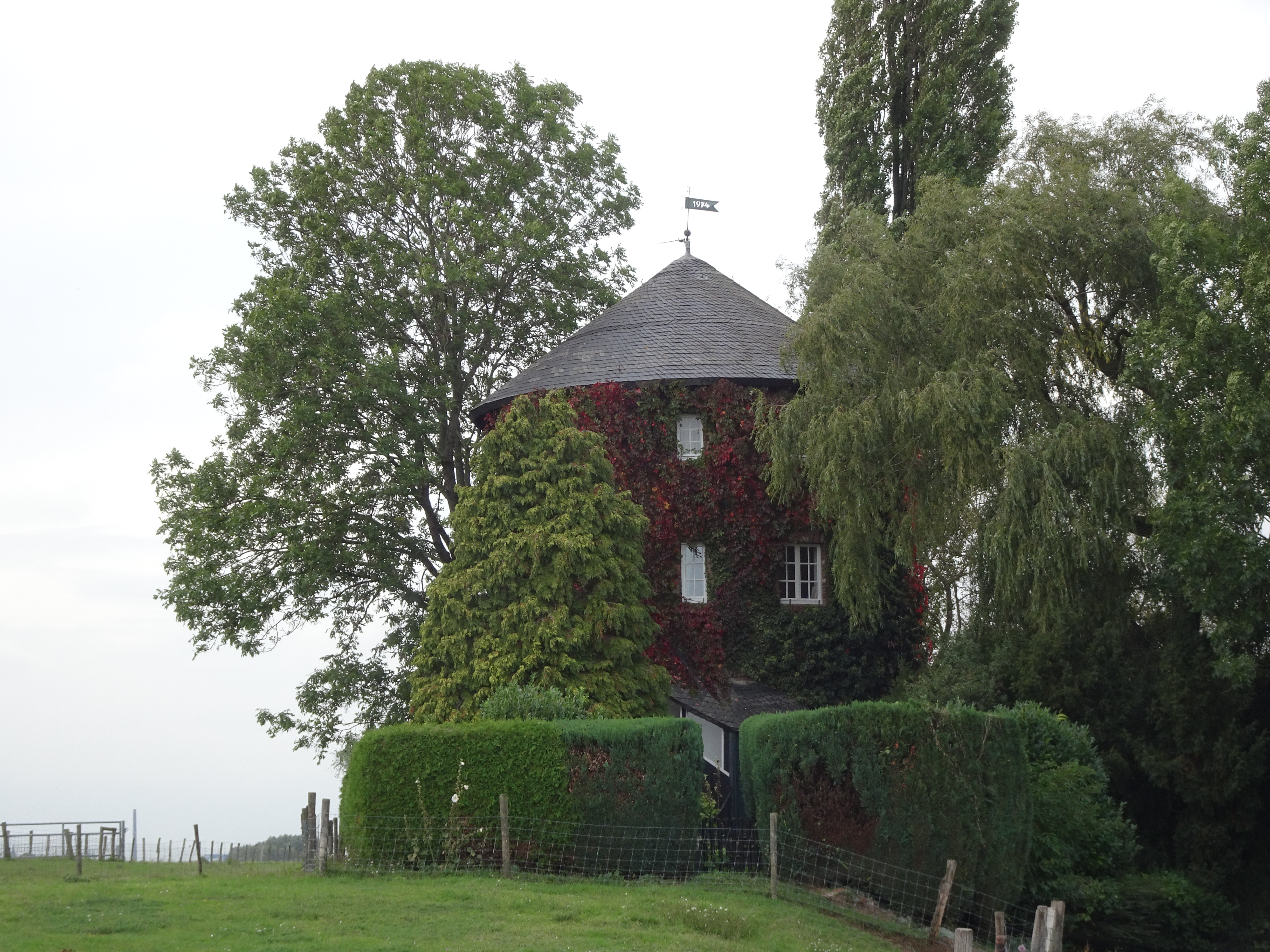
Dornicker Mühle aan de dijk
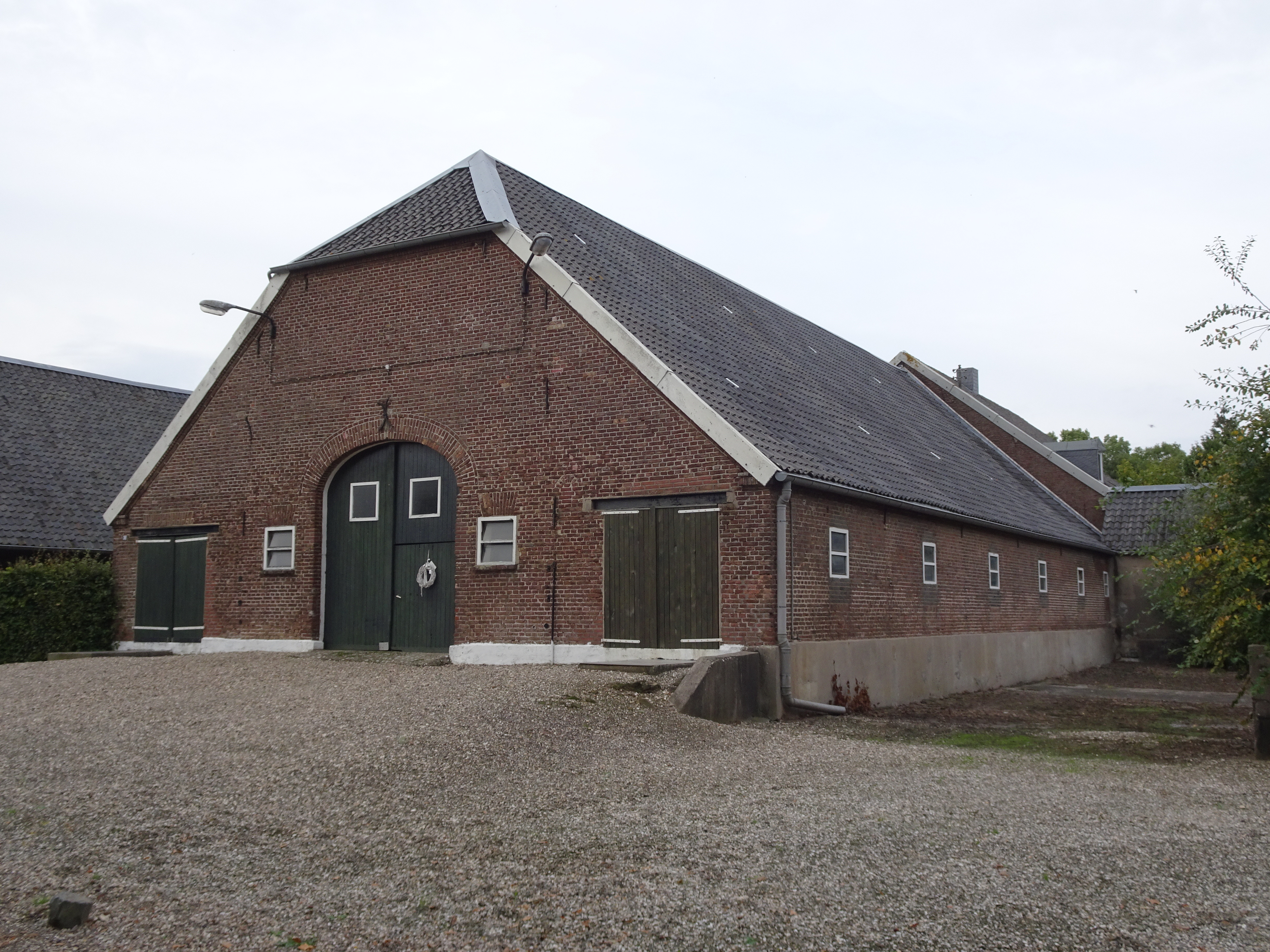
Vloedstal aan een boerderij
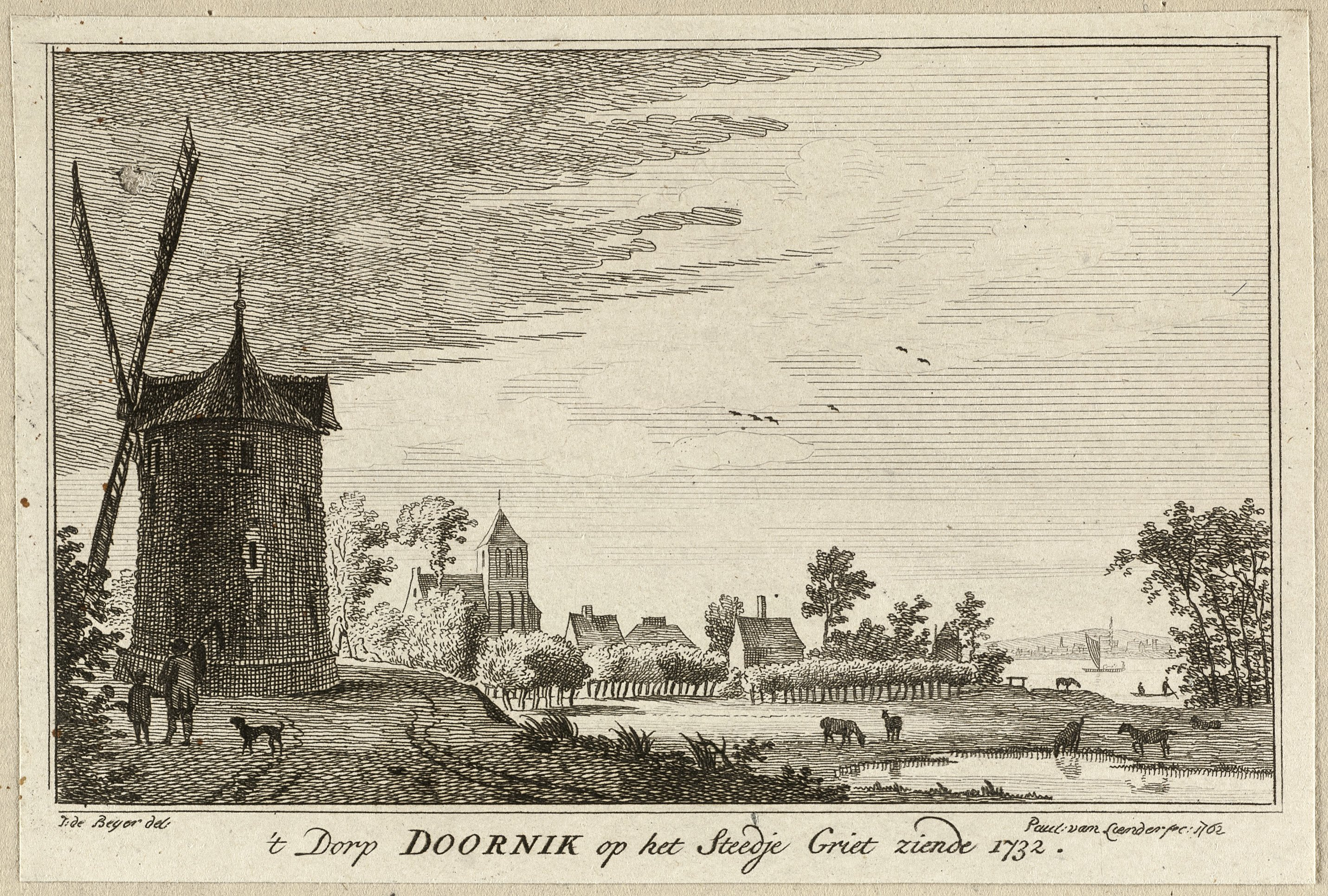
Dornicker Mühle, De Beijer, 1732
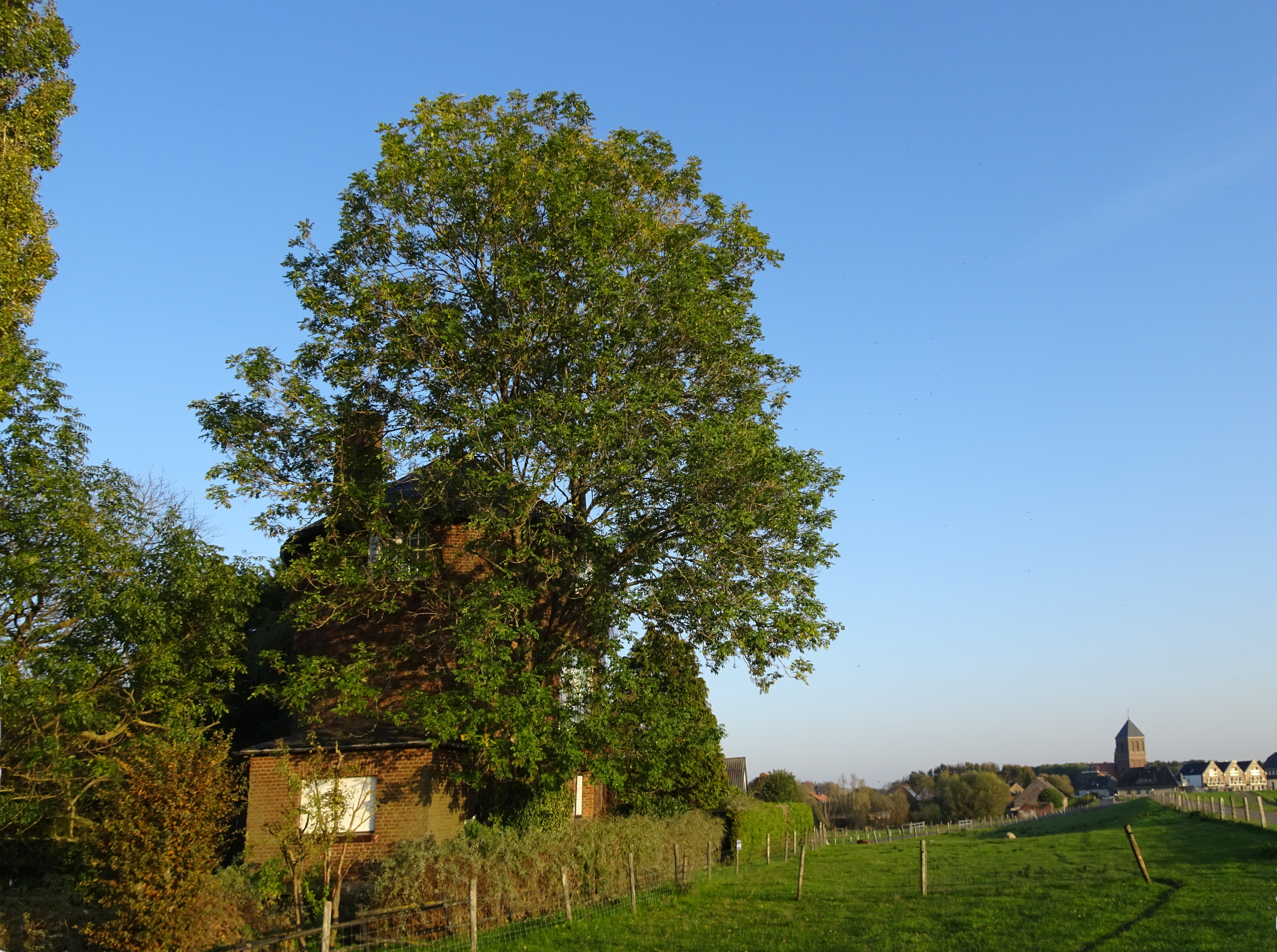
Dornicker Mühle, 2019
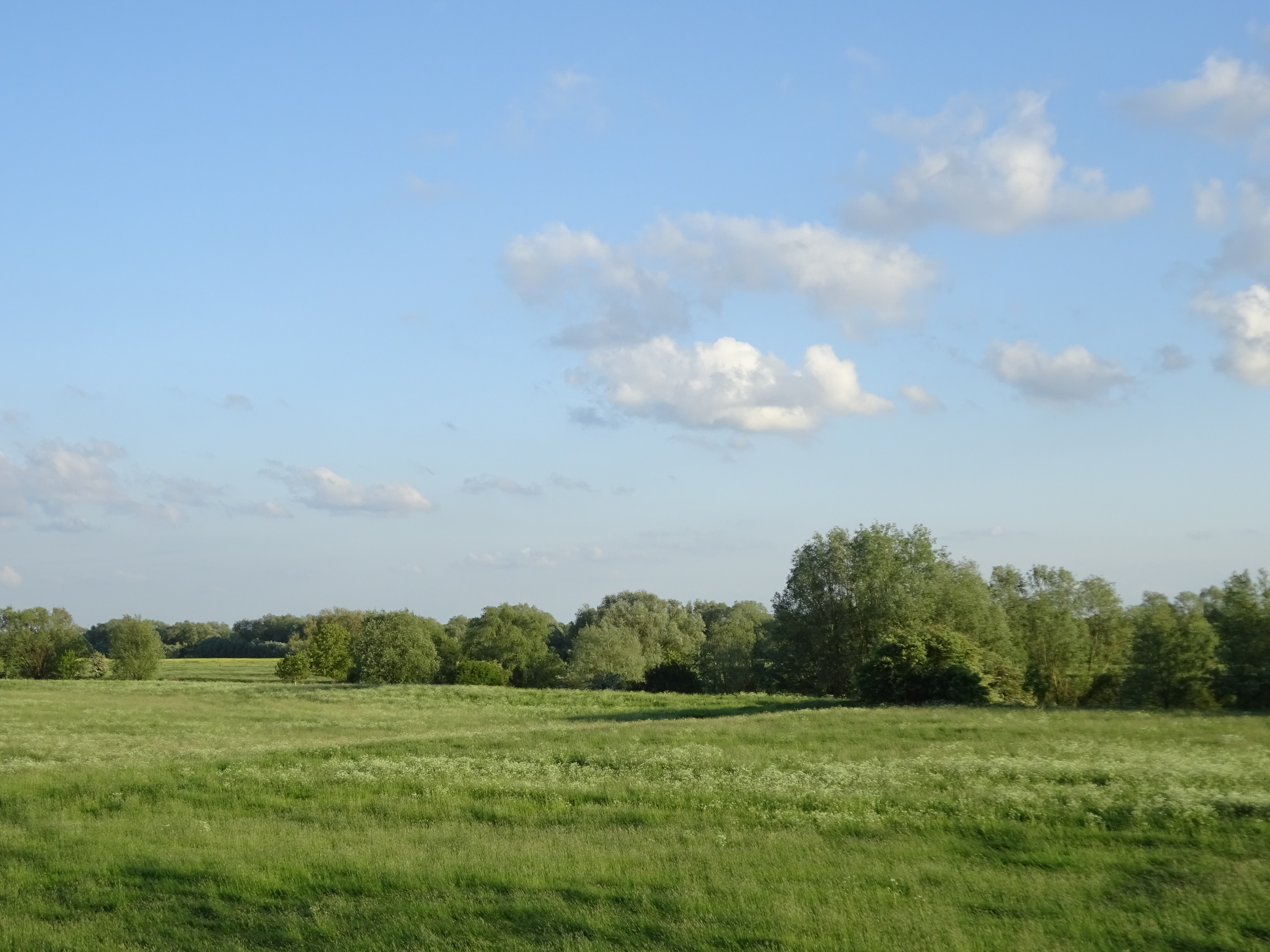
Dornicksche Ward
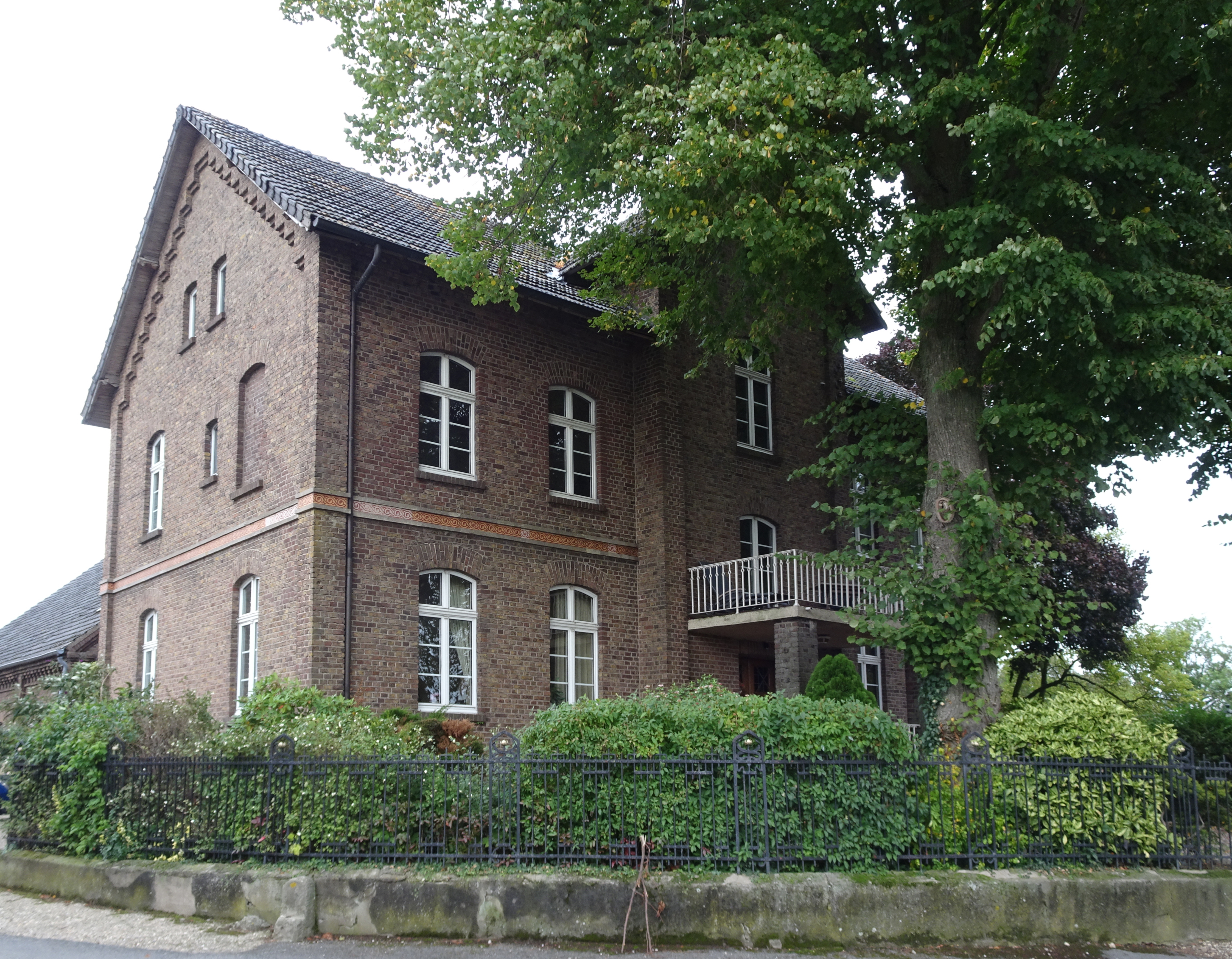
Boerderij aan de Dorfstraße

Stadsdelen en kerkdorpen: Altstadt · Borghees · Dornick · Elten · Hüthum · Klein-Netterden · Leegmeer · Praest · Speelberg · Vrasselt

Buurtschappen: Elsepaß · Hoch-Elten